# Ghadamis
Ghadamis (Arabisk: غدامس, Libysk-arabisk: ġdāməs) er en af Libyens kommuner. Den ligger i den nordvestlige ende af landet og har hovedbyen Ghadames.
Vestpå grænser Ghadamis op til Tunesien og Algeriet, og internt i landet grænser den op til:
- Nalut – nordøst
- Mizdah – øst
- Wadi Al Shatii – syd

30°0′N 11°0′Ø / 30.000°N 11.000°Ø